# Chaetodus smithi
Chaetodus smithi är en skalbaggsart som beskrevs av Federico Ocampo 2006. Chaetodus smithi ingår i släktet Chaetodus och familjen Hybosoridae. Inga underarter finns listade i Catalogue of Life.